# Chugul
Chugul és una petita illa deshabitada del grup de les illes Andreanof, a les illes Aleutianes, Alaska. Es troba entre les illes Adak i Atka. Les illes més properes són Igitkin i Tagalak. La seva longitud és de 7,5 quilòmetres i l'amplada de 5,7 quilòmetres. Fou documendata el 1790 per Joseph Billings amb el nom aleutià de Tshugulla i les variants Tchougoul i Tchougoulak del capità Litke.